# Villa Mocenigo Randi
Villa Mocenigo Randi sorge a Gorgo di Cartura in provincia di Padova. Il corpo principale, attribuito alla fine del Quattrocento, conserva una vasta decorazione pittorica ad affresco, databile tra la fine del Cinquecento e i primi decenni del Seicento. Agli affreschi lavorarono probabilmente diversi pittori a tutt'oggi non ancora identificati, anche se diversi studiosi hanno avanzato alcune ipotesi: Primon, l'Aliense (Antonio Vassilacchi), la scuola delle sette manere. 
Il ciclo pittorico rappresenta le imprese e i fasti dei primi quattro dogi dati dalla famiglia Mocenigo alla Serenissima: Tommaso, Pietro, Giovanni (come riporta Marin Sanudo il giovane nel suo Itinerario per la terraferma Veneta nel 1483, proprietario della villa alla fine del Quattrocento) e Alvise I. 
Il vasto ciclo di affreschi è in buono stato di conservazione e di recente è stato completamente restaurato. Nel 1817 al corpo principale della villa sono state aggiunte alcune adiacenze. 
A Sud, un giardino storico, ricco di alberi secolari, arricchisce il contesto.
La Villa è iscritta all'Istituto Ville Venete.